# امره کاپلان
امره کاپلان (انگلیسی: Emre Kaplan؛ زادهٔ ۱۲ ژانویهٔ ۲۰۰۱) بازیکن فوتبال است.
وی همچنین در تیم‌های ملی فوتبال زیر ۱۹ سال آذربایجان و زیر ۲۱ سال جمهوری آذربایجان بازی کرده‌است.